# Медник жовтокрилий
Медник жовтокрилий (Gavicalis virescens) — вид горобцеподібних птахів родини медолюбових (Meliphagidae). Ендемік Австралії.

## Поширення
Вид поширений майже по всьому материку, за винятком півострова Кейп-Йорк. Його природними середовищами існування є субтропічні або тропічні мангрові ліси, низинні тропічні ліси, листяні ліси, чагарники та савани, поблизу води, плантації та міські регіони. Постійний, немігруючий вид.

## Опис
Довжина тіла становить приблизно 16-24 сантиметри, а вага 20-34 грами. Загальне оперення сіро-коричневе. Хвіст і крила оливково-зелені з жовтими вкрапленнями. Від дзьоба до спини йде широка чорна смуга, а відразу під нею від ока — жовта смуга.